# Leucania candida
Leucania candida är en fjärilsart som beskrevs av Rocci. Leucania candida ingår i släktet Leucania och familjen nattflyn. Inga underarter finns listade i Catalogue of Life.